# اندری خومین (بازیکن فوتبال، متولد ۱۹۸۲)
اندری خومین (اوکراینی: Андрій Михайлович Хомин؛ زادهٔ ۲ ژانویهٔ ۱۹۸۲) بازیکن فوتبال اهل اوکراین است.
از باشگاه‌هایی که در آن بازی کرده‌است می‌توان به باشگاه فوتبال اوورلا اوژهورود، باشگاه فوتبال آرسنال کی‌یف، باشگاه فوتبال دینامو کی‌یف، و باشگاه فوتبال متالیست خارکوف اشاره کرد.